# Diario de Palma
El Diario de Palma va ser un diari en castellà aparegut a Palma el primer de gener de 1852 com a successor del Diario Balear.
Era una publicació amb molta informació legislativa, notícies de Madrid i Barcelona, informació econòmica, moviment portuari i avisos de diversa significació. Va ser fundat el 1814 a la impremta de Felip Guasp, a causa dels diversos canvis que s'anaren produint, generalment polítics, prengué diferents noms: Diario Constitucional de Palma (1820), Diario Constitucional Político i Mercantil de Palma (1820-22), Diario Balear, antes Constitucional (1823-36), Diario Constitucional de Palma de Mallorca (1836-52), El Mallorquín (1856-61). Publicà el notable Almanaque de las Islas Baleares, a cura de Tomàs Aguiló (1866-96), i perdurà fins al 31 de desembre de 1918. De tendència conservadora, publicà resums de les sessions de les corts. Fou el diari més llegit de Palma.